# 327
Évszázadok: 3. század – 4. század – 5. század
Évtizedek: 270-es évek – 280-as évek – 290-es évek – 300-as évek – 310-es évek – 320-as évek – 330-as évek – 340-es évek – 350-es évek – 360-as évek – 370-es évek
Évek: 322 – 323 – 324 – 325 –  326 – 327 – 328 – 329 – 330 – 331 – 332

## Események

### Római Birodalom
- Flavius Constantiust és Valerius Maximust választják consulnak.
- Constantinus császár a munkaerőhiány miatt elrendeli, hogy a vidéki rabszolgákat nem szabad a provincián kívülre eladni.
- Antiochiában megkezdik a keresztény székesegyház (Domus Aurea) építését.
- Constantinus anyja, Helena palesztinai zarándoklatáról hazaindul, de a hagyomány szerint Ciprusnál hajótörést szenved és a szigeten a Szent kereszt egy darabjával megalapítja a Sztavrovuni-kolostort.

### Kína
- Az ötéves Cseng császár helyett kormányzó Jü Liang (Jü Ven-csün anyacsászárnő és régens fivére) a vele rivalizáló hadvezért, Szu Csünt mezőgazdasági miniszterré nevezi ki, hogy eltávolítsa a hadseregből. Szu Csün fellázad és csatlakoznak hozzá a kormányzattal elégedetlen főhivatalnokok is.

## Halálozások
- Arnobius, keresztény teológus
- Lycopolisi Melitius, egyiptomi keresztény püspök, a melitiánus szekta alapítója

## Fordítás
- Ez a szócikk részben vagy egészben  a(z)   327 című angol Wikipédia-szócikk ezen változatának fordításán alapul.  Az eredeti cikk szerkesztőit annak laptörténete sorolja fel. Ez a jelzés csupán a megfogalmazás eredetét és a szerzői jogokat jelzi, nem szolgál a cikkben szereplő információk forrásmegjelöléseként.